# Puccinia tornata
Puccinia tornata ist eine Ständerpilzart aus der Ordnung der Rostpilze (Pucciniales). Der Pilz ist ein Endoparasit des Süßgrases Hordeum andinum. Symptome des Befalls durch die Art sind Rostflecken und Pusteln auf den Blattoberflächen der Wirtspflanzen. Sie ist ein Endemit Boliviens.

## Merkmale

### Makroskopische Merkmale
Puccinia tornata ist mit bloßem Auge nur anhand der auf der Oberfläche des Wirtes hervortretenden Sporenlager zu erkennen. Sie wachsen in Nestern, die als gelbliche bis braune Flecken und Pusteln auf den Blattoberflächen erscheinen.

### Mikroskopische Merkmale
Das Myzel von Puccinia tornata wächst wie bei allen Puccinia-Arten interzellulär und bildet Saugfäden, die in das Speichergewebe des Wirtes wachsen. Aecien oder Spermogonien der Art sind nicht bekannt. Die gelbbraunen Uredien des Pilzes wachsen meist oberseitig auf den Wirtsblättern. Seine gelblichen Uredosporen sind 26–30 × 20–24 µm groß, zumeist ellipsoid bis eiförmig und fein stachelwarzig. Die für gewöhnlich blattoberseitig wachsenden Telien der Art sind schokoladenbraun, pulverig und früh unbedeckt. Die haselnussbraunen Teliosporen sind zweizellig, ellipsoid und 32–38 × 20–23 µm groß. Ihre Stiele sind gelblich bis farblos und 50 µm lang.

## Verbreitung
Das bekannte Verbreitungsgebiet von Puccinia tornata umfasst lediglich Bolivien.

## Ökologie
Die Wirtspflanze von Puccinia tornata ist die Hühnerhirse Hordeum andinum. Der Pilz ernährt sich von den im Speichergewebe der Pflanzen vorhandenen Nährstoffen, seine Sporenlager brechen später durch die Blattoberfläche und setzen Sporen frei. Die Art verfügt über einen Entwicklungszyklus, von dem bislang lediglich Telien und Uredien sowie deren Wirt bekannt sind; Spermogonien und Aecien konnten dem Pilz nicht zugeordnet werden.